# Гесертсхаузен
Гесертсхаузен (њем. Gessertshausen) општина је у њемачкој савезној држави Баварска. Једно је од 46 општинских средишта округа Аугсбург. Према процјени из 2010. у општини је живјело 4.287 становника. Посједује регионалну шифру (AGS) 9772148.

## Географски и демографски подаци
Гесертсхаузен се налази у савезној држави Баварска у округу Аугсбург. Општина се налази на надморској висини од 478 метара. Површина општине износи 41,4 km². У самом мјесту је, према процјени из 2010. године, живјело 4.287 становника. Просјечна густина становништва износи 104 становника/km².